# Moskovia Airlines

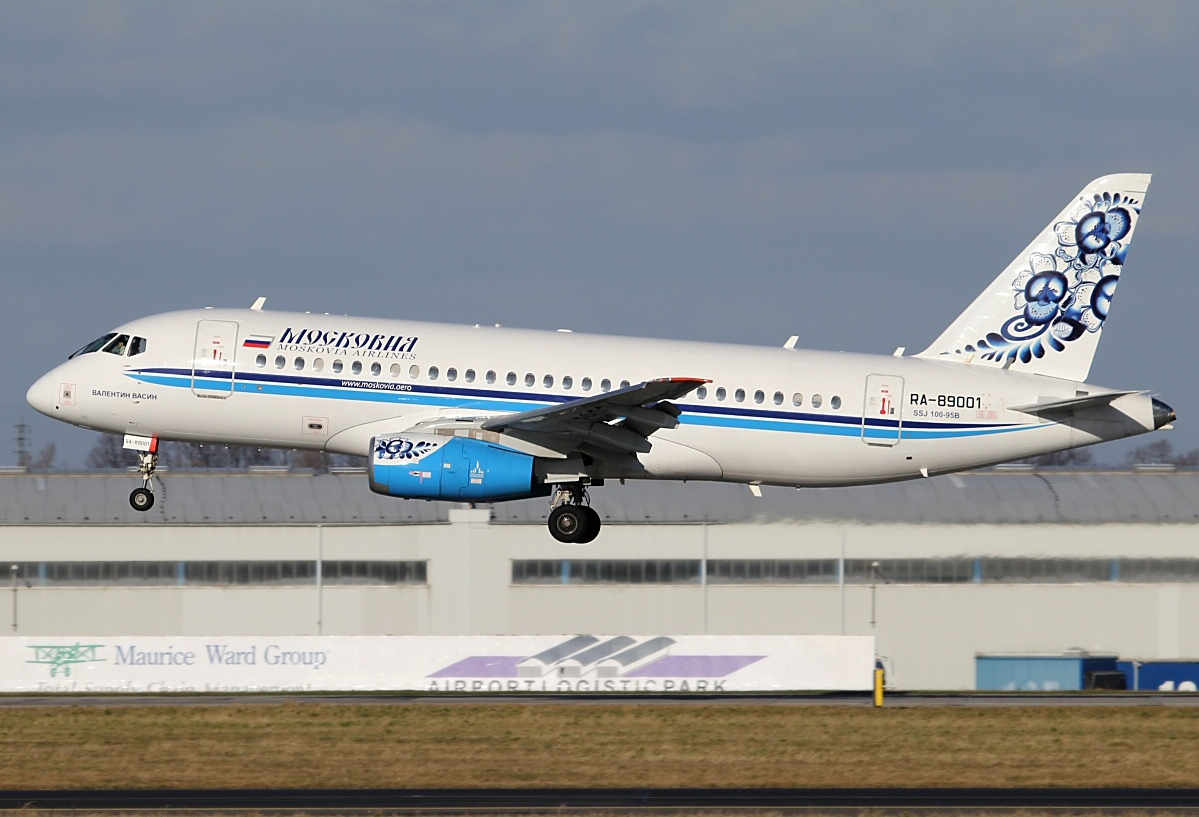
Un Soukhoï SuperJet 100 de Moskovia Airlines.

Moskovia Airlines est une compagnie aérienne russe, dont le siège est à Moscou. Elle est spécialisée dans les vols entre la Russie et l'Asie centrale ainsi que l'Italie. La compagnie effectue des vols tant réguliers que charters.

## Historique
La compagnie est née le 4 octobre 1995 sous le nom Groumov Air. Elle a été renommée Moskovia Airlines en 2000.

## Flotte
En 2013, la flotte de Moskovia Airlines se compose de :

## Galerie

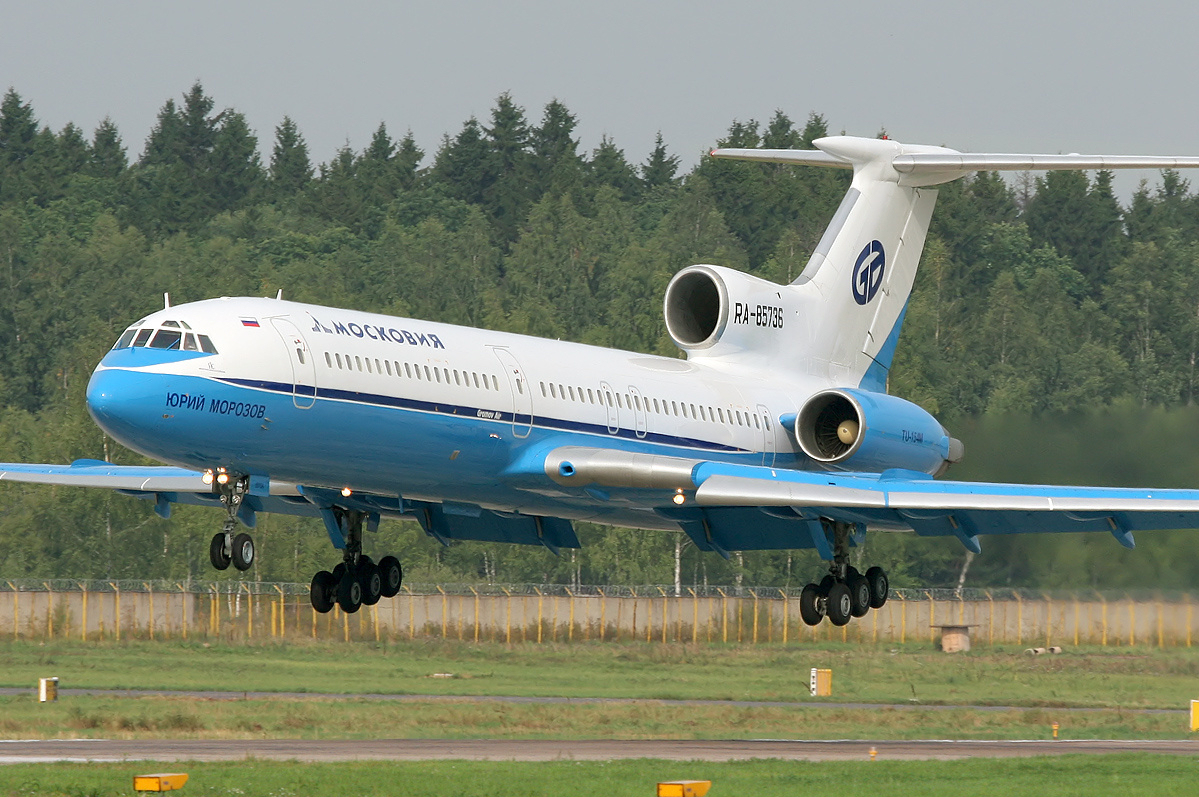
Tupolev Tu-154M de Moskovia Airlines (2006)
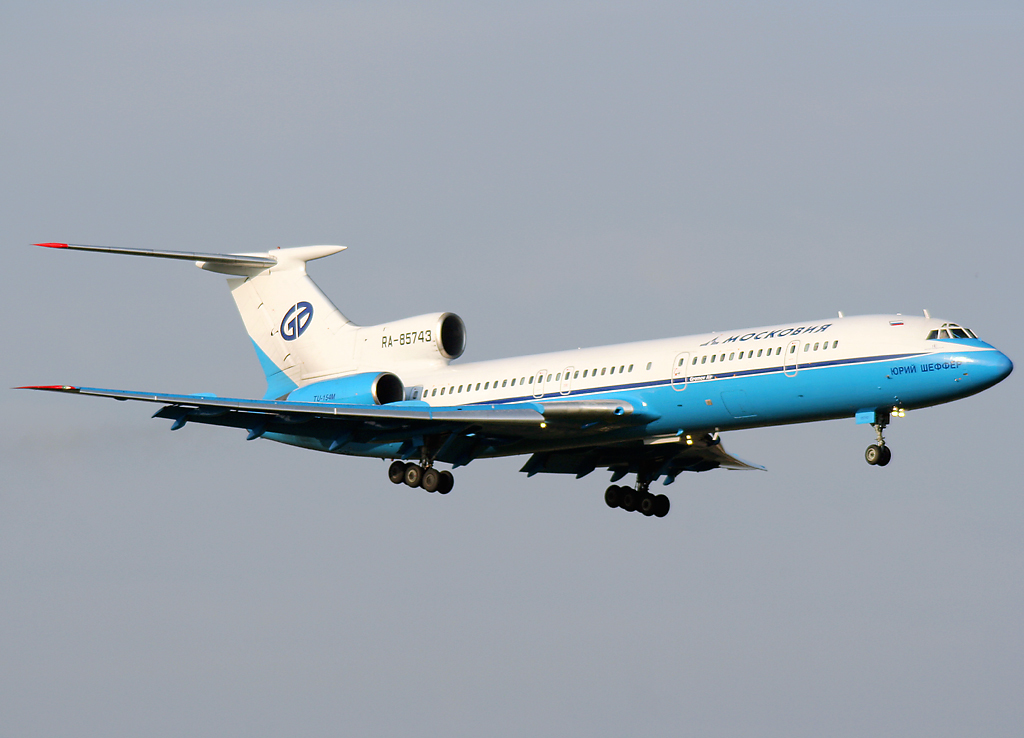
Tupolev Tu-154M de Moskovia Airlines (2007)
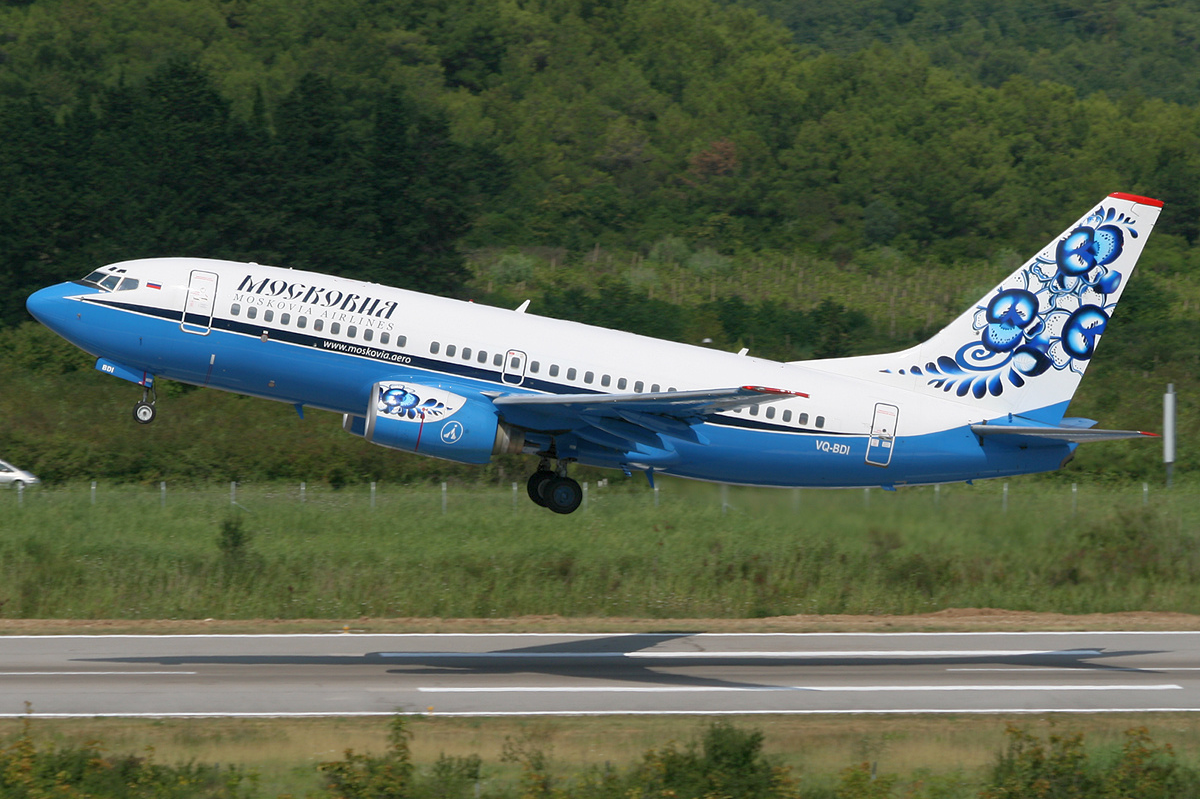
Boeing 737-700 de Moskovia Airlines (2009)
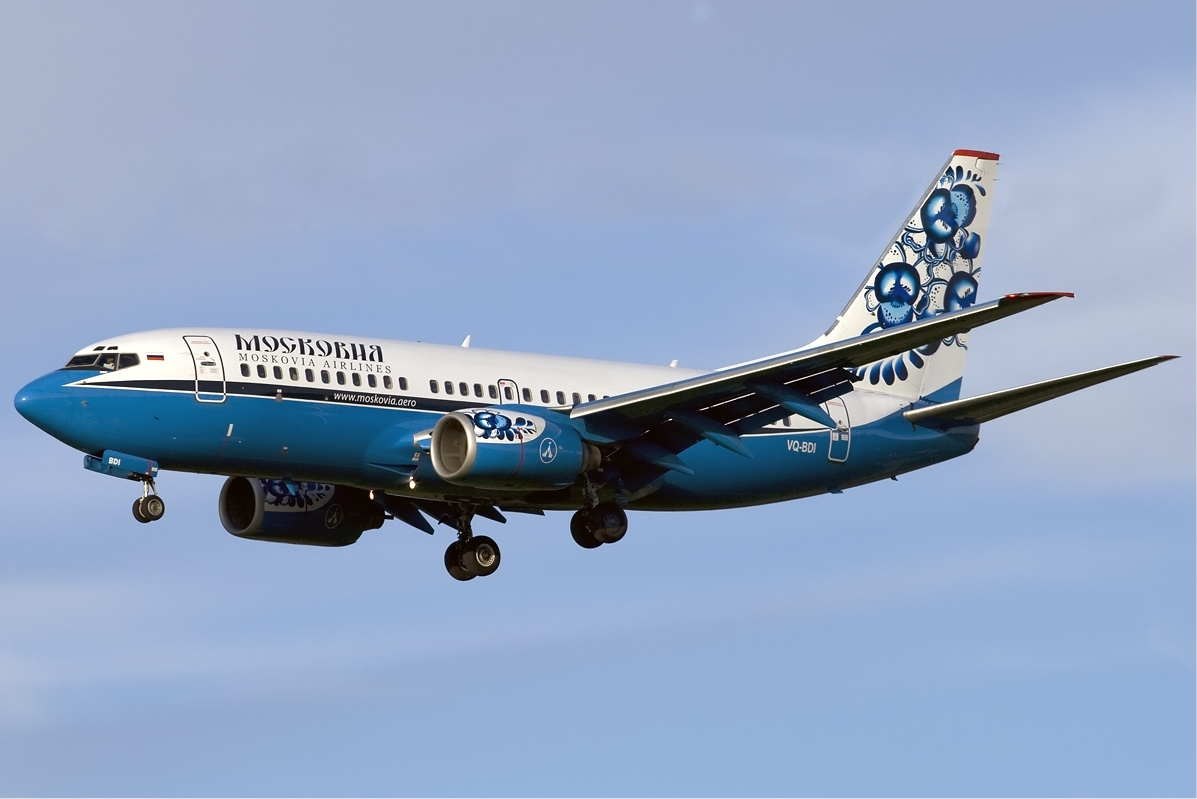
Boeing 737-700 de Moskovia Airlines (2010)
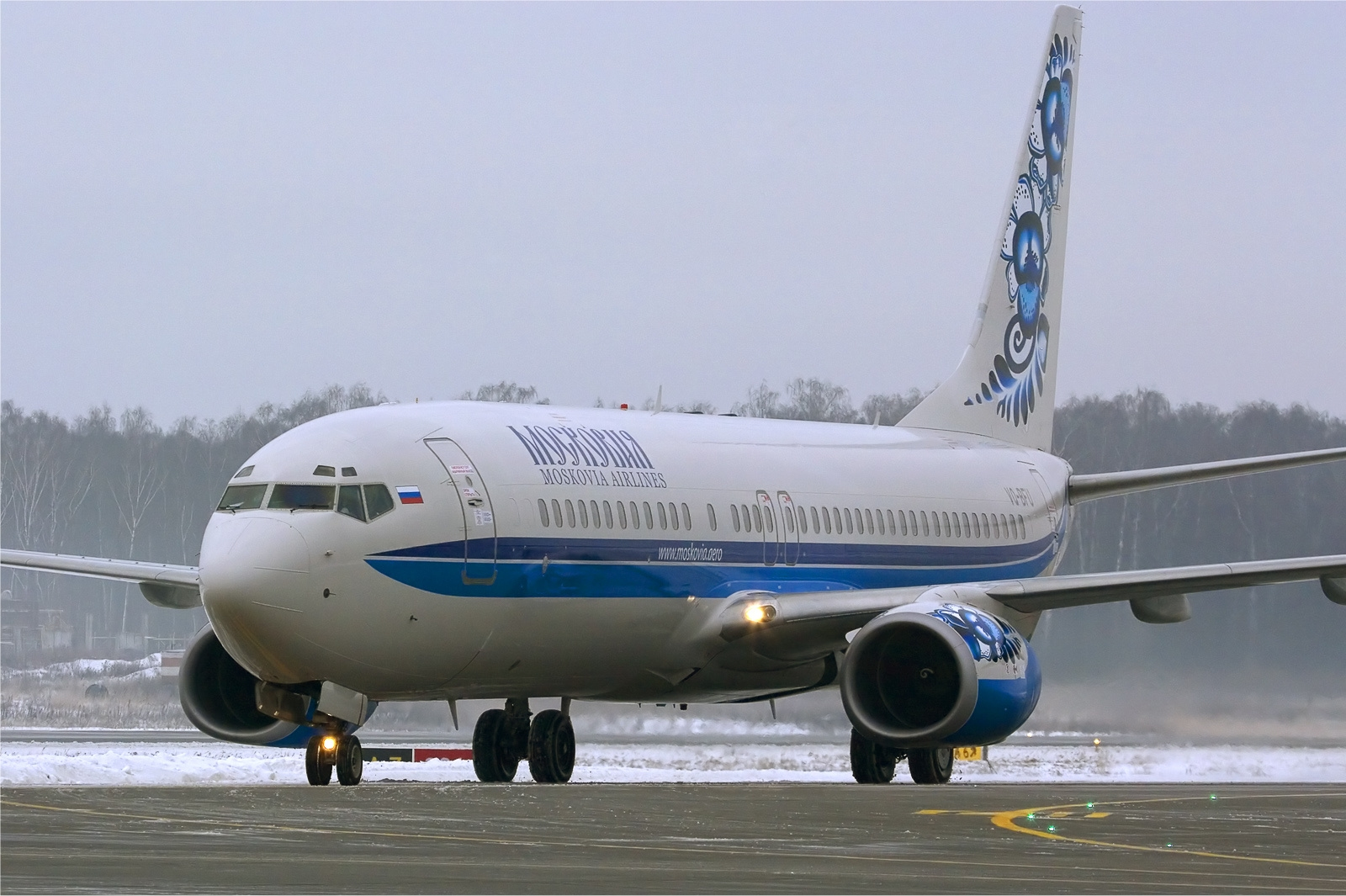
Boeing 737-800 de Moskovia Airlines (2009)